# Zentrale der Deutschen Bundesbank

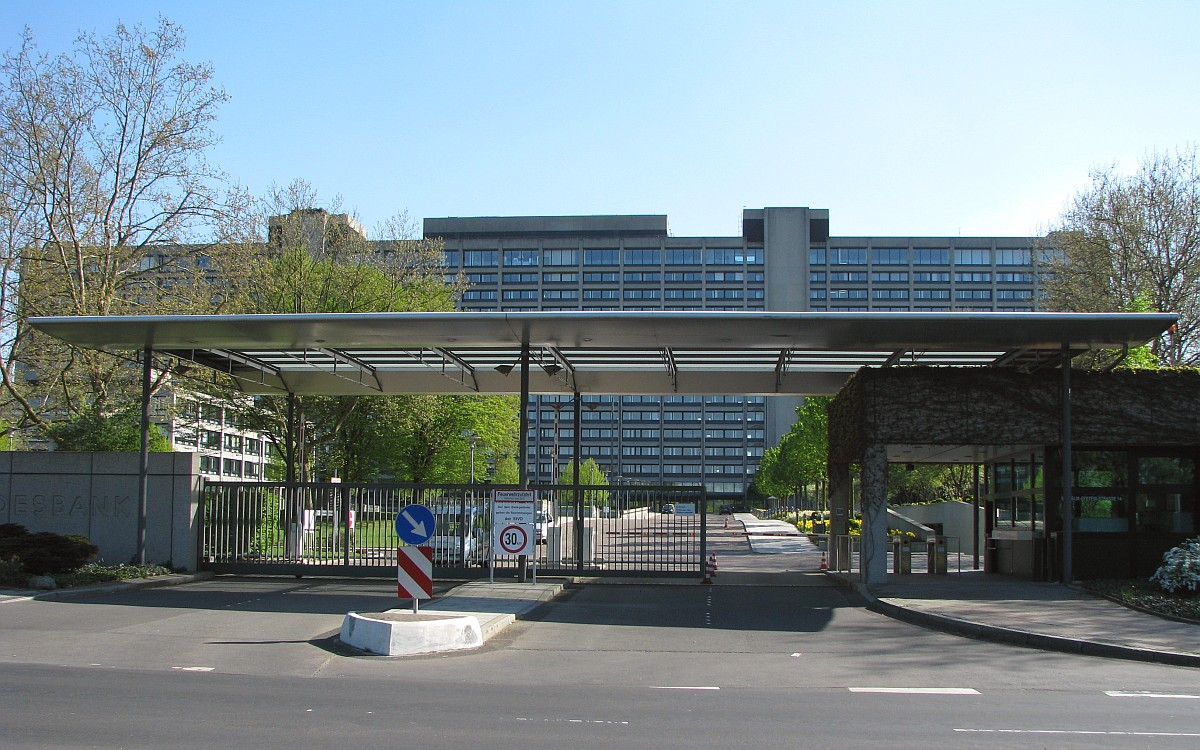
Haupteingang zum Bundesbankgelände

Die Zentrale der Deutschen Bundesbank befindet sich in Frankfurt am Main.

## Lage
Das Gelände der Deutschen Bundesbank befindet sich auf dem ehemaligen Verlauf des Diebsgrundweges im Stadtteil Bockenheim. Der Teil von Bockenheim, der zwischen der Wilhelm-Epstein-Straße und der Bundesautobahn 66 liegt, wird oft fälschlicherweise zum benachbarten Stadtteil Ginnheim gezählt.

## Hauptgebäude
Das Hauptgebäude in der Wilhelm-Epstein-Straße 14 ist von mehreren kleineren Gebäuden umgeben, der zeitgenössischen Hauptkasse und dem Gästehaus sowie vom später entstandenen Geldmuseum und einigen neueren Bürobauten.
Das markante Hochhaus wurde von Architekturbüro ABB (Otto Apel, Hannsgeorg Beckert und Ingenieur Gilbert Becker) entworfen. Die Grundsteinlegung erfolgte 1967, das Gebäude wurde 1972 bezogen. Das zum Brutalismus-Stil zählende, mit 217 Metern extrem langgestreckte Gebäude ist weniger als 17 Meter breit und hat mit 13 Stockwerken eine Höhe von 54 Metern.

„Es ist ausgesprochen klar gegliedert und definiert. Durch zwei massive Festpunkte, in denen sich die Aufzüge befinden, ist der Baukörper dreigeteilt, wodurch sich spannungsreiche Proportionen ergeben. Der Hauptkontrast ergibt sich jedoch durch die Vertikal-Horizontal-Spannung zwischen den hoch aufragenden Aufzugtürmen, die in den äußerst schmalen seitlichen Abschlüssen ihr Pendant finden, und dem horizontal orientierten Raster der Längsfassaden. Die Konstruktion aus grauem Sichtbeton ist klar ablesbar, die Fensterbänder treten mit ihren dunklen Metalleinfassungen hinter dieses Raster zurück. Durch die Trennung zwischen Konstruktion und Verglasung entsteht eine große Plastizität, die starke Licht-Schatten-Wirkungen hervorruft. Je nach Tageszeit und Lichtverhältnissen entwickelt das Gebäude eine ganz spezifische Raumwirkung. Die Hauptkasse und das Gästehaus nehmen die Formensprache des Hochhauses in Variationen auf und ergänzen die schmale, aufrecht stehende Scheibe durch horizontal ausgerichtete Baukörper.“

Im Januar 2017 gab die Bundesbank bekannt, dass das Hauptgebäude von 2020 bis 2027 umfassend saniert und ein oder mehrere zusätzliche Bürogebäude auf ihrem Grundstück errichtet werden sollen. Im März 2018 schrieb die Bundesbank ein europaweites Verhandlungsverfahren mit integriertem Gestaltungskonzept aus, aus dem der Frankfurter Architekt Ferdinand Heide als Sieger hervorging. Die Entwürfe wurden im Januar 2019 in einer Ausstellung im Hauptgebäude vorgestellt. „Das Gestaltungskonzept von Ferdinand Heide Architekten besticht durch eine kompakte, markante Bebauung und großzügige Freiflächen“, sagte Johannes Beermann, der für Bau zuständige Bundesbank-Vorstand, während der Eröffnung. Die Jury überzeugte Heides Idee, die das Hauptgebäude als primus inter pares mit drei neugebauten, ebenso hohen, aber im rechten Winkel dazu stehenden Scheiben definiert und damit die bauliche Idee des Areals stärkt. Den daraufhin ausgeschriebenen Architektenwettbewerb zur Umsetzung des Konzepts gewann im Juni 2020 das Schweizer Architekturbüro Morger Partner, das im Sommer 2021 dann auch den Zuschlag für den Kernbereich des Campus erhielt. Seit 2022 erfolgt die Sanierung der Zentrale, während der die Bundesbank in ein Übergangsquartier in der Frankfurter Innenstadt ausgelagert ist. Infolge Kostensteigerungen wurde 2025 beschlossen, auf Neubauten zu verzichten.

## Lagerung der Goldreserven
Auf dem Gelände wird auch ein Teil der Deutschen Goldreserven gelagert. Seit dem 1. Juli 2015 schützt die Bundespolizei (Bundespolizeiinspektion Deutsche Bundesbank) daher die Liegenschaft (§ 5 BPolG).

## Sonstiges

### Hauptverwaltung Hessen

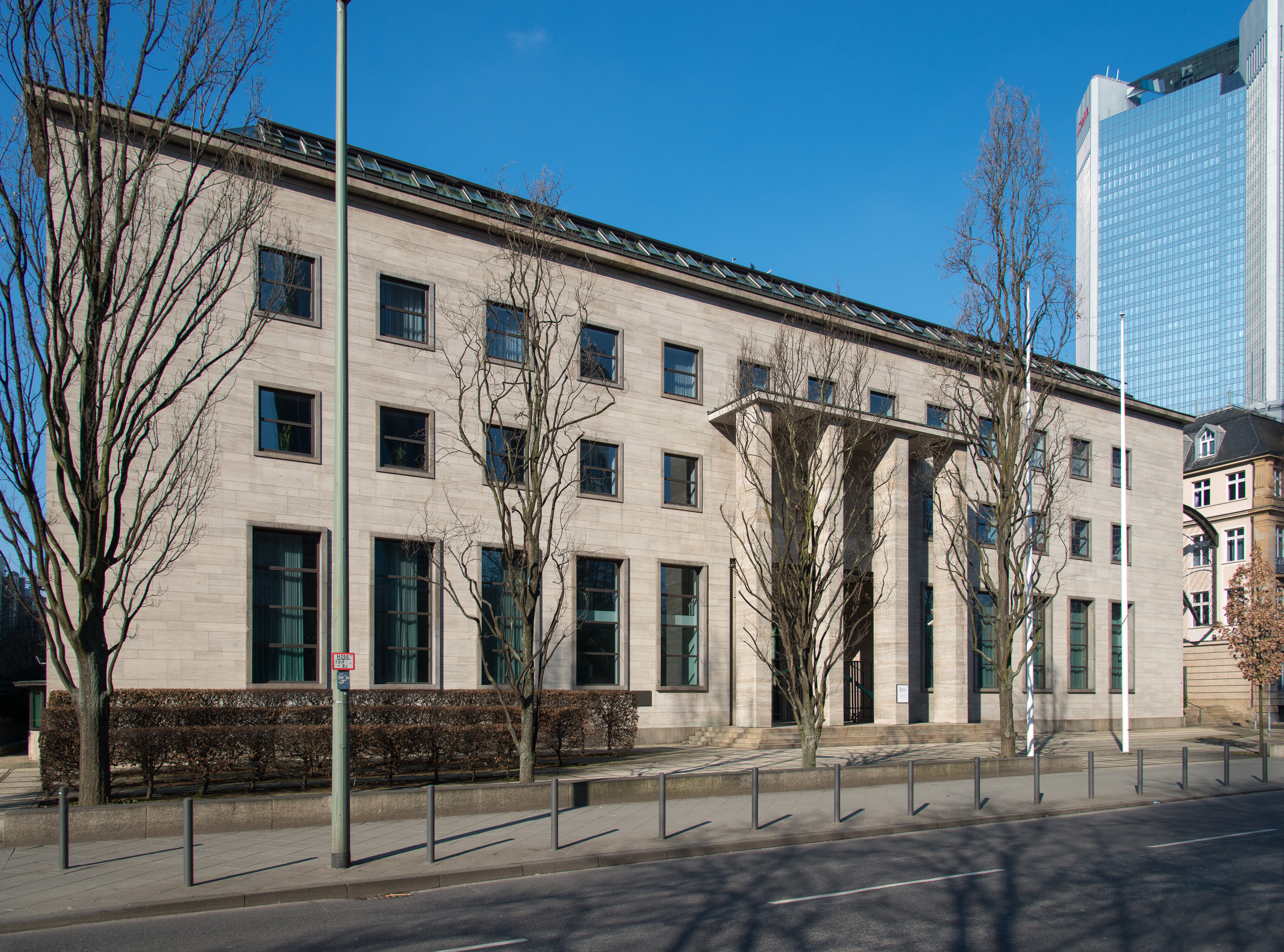
Hauptverwaltung Hessen in der Taunusanlage

Im Frankfurter Bankenviertel liegt in der Taunusanlage 5 der ehemalige Hauptsitz der Deutschen Bundesbank von 1957 bis 1972. Ursprünglich befand sich in dem 1929 bis 1934 errichteten Gebäude eine Reichsbank-Hauptstelle. Am 1. März 1948 wurde hier die Bank deutscher Länder gegründet, aus der 1957 die Deutsche Bundesbank hervorging. Danach wurde es bis 2002 von der Landeszentralbank Hessen genutzt. Heute befindet sich in dem Gebäude die Hauptverwaltung in Hessen, eine der neun Hauptverwaltungen der Bundesbank.

### Miquelanlage

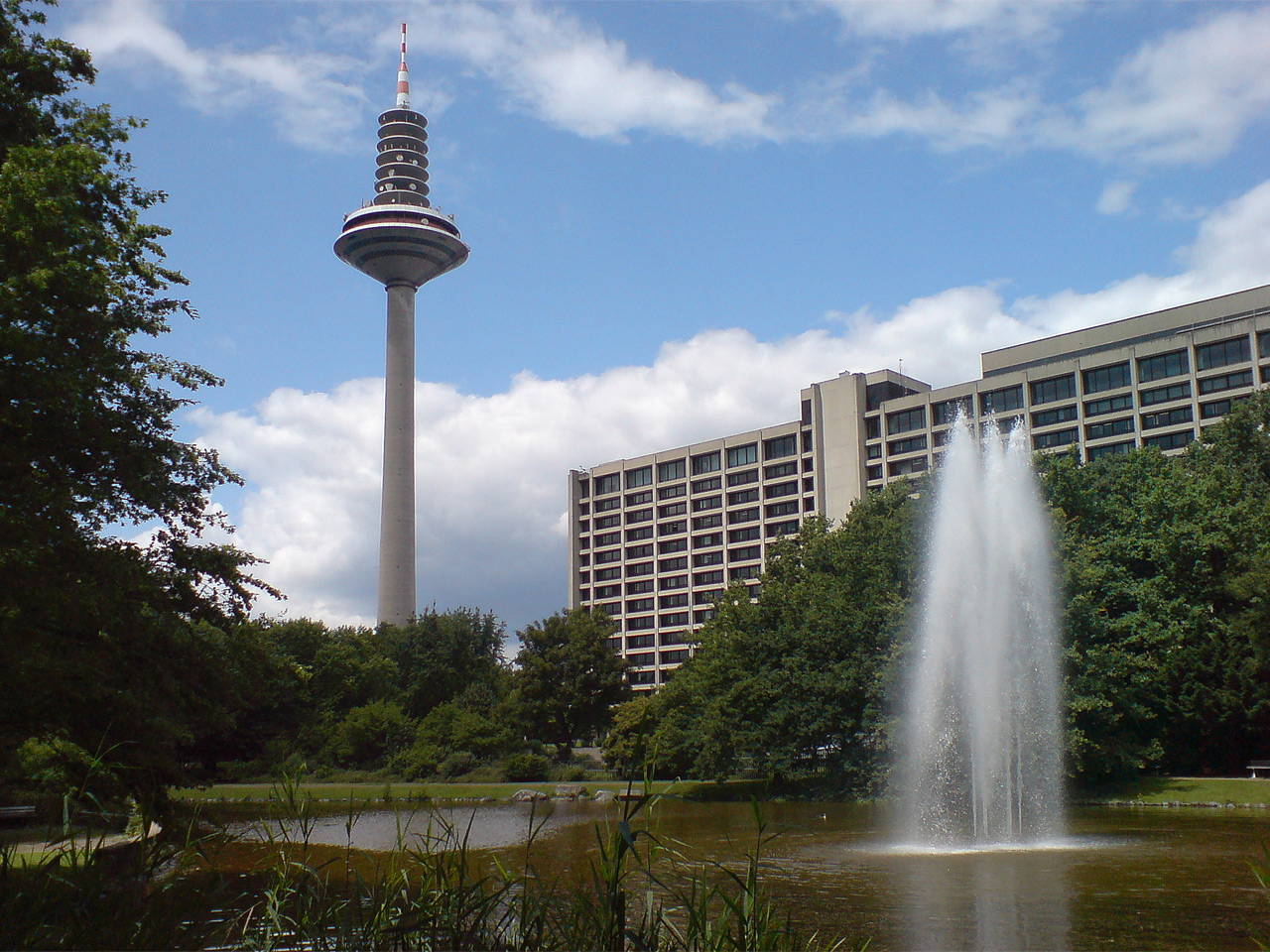
Miquelanlage mit Bundesbank-Gebäude und Europaturm im Hintergrund

Die Miquelanlage wurde Anfang der 1970er-Jahre zusammen mit dem Neubau der Deutschen Bundesbank angelegt. Der für die Öffentlichkeit zugängliche Park wurde nach dem Oberbürgermeister der Stadt Frankfurt am Main von 1880 bis 1890 und späteren preußischen Finanzminister Johannes von Miquel benannt. Die Anlage wurde 1978 mit dem Prädikat „Vorbildliches Bauen in Hessen“ ausgezeichnet. Im Zentrum des Parks liegt der etwa 5000 Quadratmeter große Teich, der nach einer grundlegenden Sanierung im Jahre 2002 eine Wasserfontäne und eine kleine Brücke aufweist. Nach Süden und Westen grenzt der Park an die verkehrsreichen Schnellstraßen Miquelallee und Rosa-Luxemburg-Straße, nach Norden ist er durch den Sicherheitszaun der Deutschen Bundesbank begrenzt. Dichte Gehölze und eine kunstfertige Geländemodellierung schützen das Gelände vor dem Verkehrslärm. Über Fußgängerbrücken ist es mit dem Grüneburgpark, dem Europaturm und dem Niddapark im Frankfurter Grüngürtel verbunden.

### Tag der Offenen Tür
Erstmals in der Geschichte der Bundesbank fand am 12. und 13. Juli 2014 ein Tag der offenen Tür statt. Aus dem Anlass 60 Jahre Deutsche Bundesbank gab es drei Jahre später, am 1. und 2. Juli 2017, ebenfalls einen Tag der Offenen Tür.